# Újezdský potok (přítok Höllbachu)
Újezdský potok (též Mlýnský potok, německy Mähringsbach) je vodní tok v okrese Cheb v Karlovarském kraji a Horních Frankách v Bavorsku v Německu. Je levostranným přítokem Höllbachu. Délka toku měří 2,9 km.

## Průběh toku

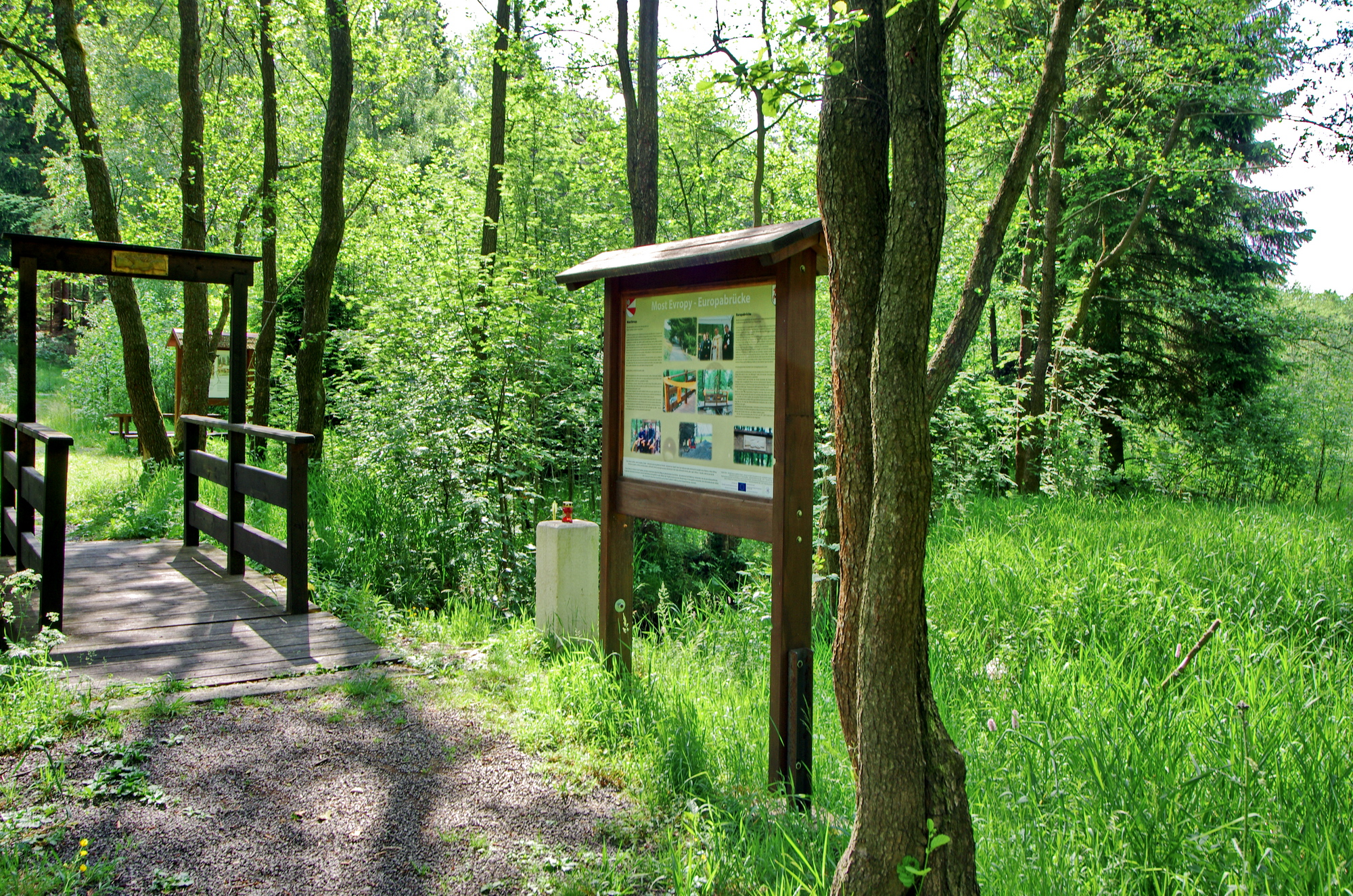
Most Evropy přes Újezdský potok

Potok pramení v nadmořské výšce 625 metrů nedaleko zaniklé vesnice Újezd, západně od obce Krásná. Pramen se nachází na západním úbočí Štítarského vrchu (716 m) ve Smrčinách, v přírodním parku Smrčiny. Podmáčeným terénem teče potok západním směrem, protéká Štítarským rybníkem a pokračuje k česko-bavorské státní hranici. Po státní hranici teče k místu kde stával Újezdský mlýn a od roku 2008 se zde nachází malý dřevěný můstek Most Evropy - Most přátelství, který symbolicky propojuje Českou republiku s Bavorskem.
Po přibližně 600 m dospěje tok potoka k nejzápadnějšímu bodu Česka. Zde opouští státní hranici i území republiky a na německé straně již pokračuje jako potok Mähringsbach. Na úseku mezi hraničními znaky 9–10 tvoří státní hranici mezi Českem a Německem v délce 1,62 km. Asi 1,3 km teče severozápadním směrem kde se západně od Rehau vlévá do Höllbachu jako jeho levostranný přítok.